# Baureihe E 75
Baureihe E 75 – lokomotywa elektryczna produkowana w latach 1928-1931 dla kolei niemieckich.

## Historia
Po zelektryfikowaniu linii kolejowych zlokalizowanych w Bawarii, koleje niemieckie potrzebowały elektrowozów do prowadzenia pociągów towarowych wzorowanych na szwajcarskich elektrowozach. Koleje niemieckie zamówiły elektrowozy, które stacjonowały w lokomotywowni w Monachium. Niektóre elektrowozy eksploatowano w Alpach Austriackich. Jedna lokomotywa jest czynnym eksponatem zabytkowym.